# Epania vietnamica
Epania vietnamica är en skalbaggsart som beskrevs av Tatsuya Niisato och Saito 1996. Epania vietnamica ingår i släktet Epania och familjen långhorningar. Inga underarter finns listade i Catalogue of Life.